# Mattia Bellucci
Mattia Bellucci (ur. 1 czerwca 2001 w Busto Arsizio) – włoski tenisista.

## Kariera tenisowa
W karierze zwyciężył w dwóch singlowych turniejach cyklu ATP Challenger Tour. Ponadto wygrał sześć singlowych oraz cztery deblowe turnieje rangi ITF.
W rankingu gry pojedynczej najwyżej był na 68. miejscu (10 lutego 2025), a w klasyfikacji gry podwójnej na 321. pozycji (17 czerwca 2024).

### Zwycięstwa w turniejach ATP Challenger Tour

#### Gra pojedyncza
| Końcowy wynik | Nr | Data                 | Turniej      | Nawierzchnia  | Przeciwnik     | Wynik finału  |
| ------------- | -- | -------------------- | ------------ | ------------- | -------------- | ------------- |
| Zwycięzca     | 1. | 16 października 2022 | Saint-Tropez | Twarda        | Matteo Arnaldi | 6:3, 6:3      |
| Zwycięzca     | 2. | 23 października 2022 | Wilno        | Twarda (hala) | Cem İlkel      | 1:6, 6:3, 7:5 |